# 주몬지정

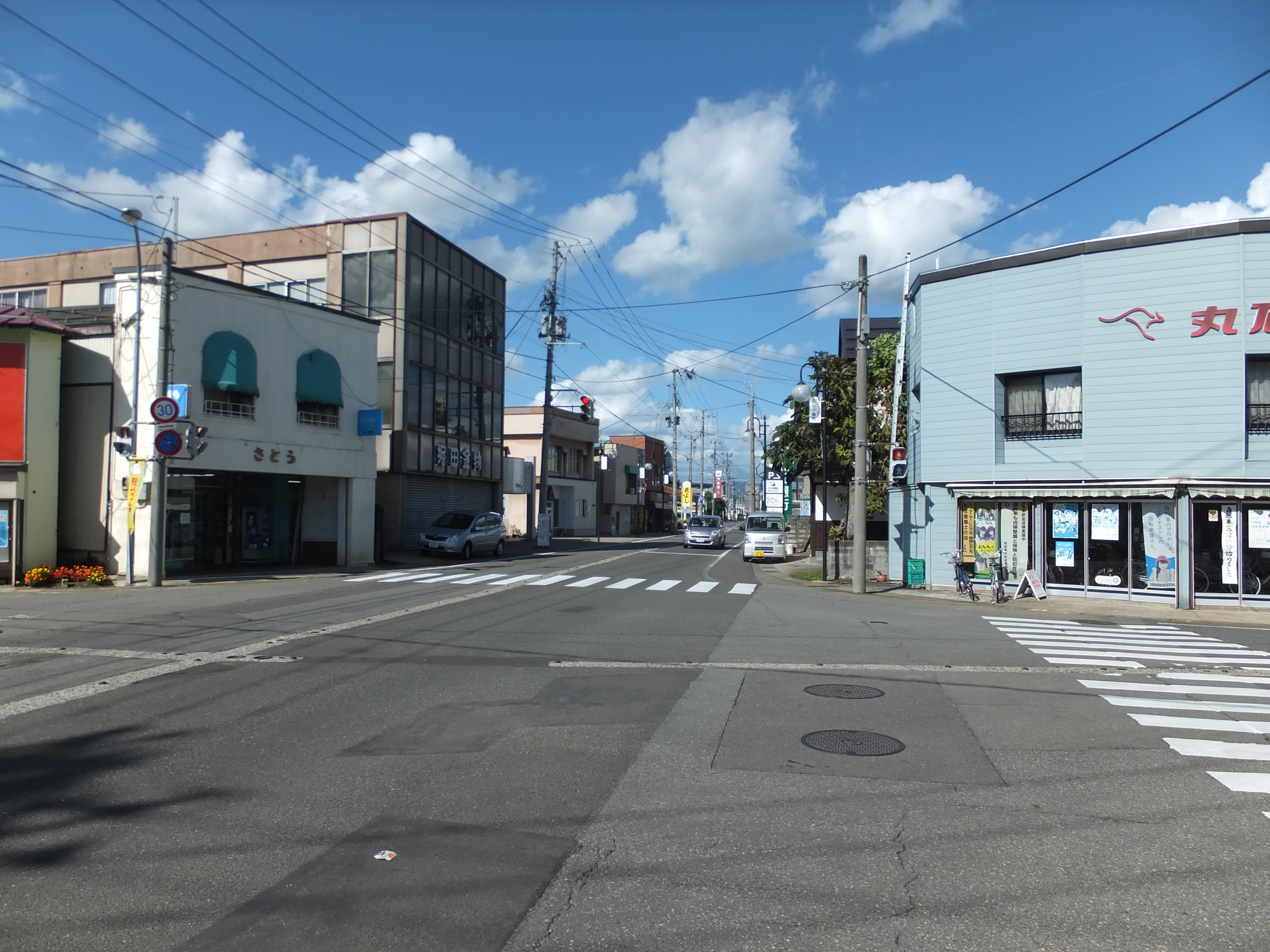

주몬지정(十文字町) 아키타현 동남부에 위치했던 정이다. 2005년 10월 1일, 시정촌 합병에 의해 요코테시가 되었다. 합병 후에도 요코테시 주몬지초로서 지명이 남는다
2005년 10월 1일에 시정촌 합병에 의해서 요코테 시가 된 구 히라카군 주몬지정의 구역을 그대로 계승하고 있다. 주문지정, 주문지정 우에다, 주문지정 우데코시,주문지정 에쓰젠,주문지정 가나에,주문지정 나베쿠라,주문지정 키노시타,주문지정 겐타자마,주문지정 사가에,주문지정 주고노 신덴,주문지정 나시키,주문지정 니다, 주문지정 니시하라이치반초, 주문지정 니시하라니치반초, 주문지정 호류, 주문지정 무쓰아이,주문지정 야치신덴의 17개의 오아자를 가지고 있다.

## 지리
요코테 시의 중앙 남부에 위치한다.유자와 요코테 도로(토호쿠 중앙 자동차도)와 국도 13호, 오우 본선이 종관해 마스다 방면에서 뻗는 국도 342호의 종점이 있다.

## 역사
- 1889년 4월 1일 - 정촌제 시행에 의해 8촌의 구역으로 주몬지촌이 성립하였다.
- 1905년 9월 14일 - 오우본선 주몬지역이 개업하였다.
- 1922년 10월 1일 - 정으로 승격해 주몬지정이 되었다.
- 1955년 4월 1일 - 무쓰아이촌, 우에다촌이 합병해 새로운 주몬지정이 성립하였다.
- 2005년 10월 1일 - 요코테 시가 마스타 정·히라카 정·오모노가와 정·오모리 정·주몬지 정·산나이 촌·다이유 촌과 합병해 요코테시가 신설되었고, 동일 주몬지정은 폐지되었다.

## 교통

### 철도
- 동일본 여객철도
  - 오우 본선 - 주몬지역

### 도로
- 국도 13호선
- 국도 342호선